# Liste der Naturdenkmale in Eschwege
Die Liste der Naturdenkmale in Eschwege nennt die im Gebiet von Eschwege im Werra-Meißner-Kreis in Hessen gelegenen Naturdenkmale.

## Liste
| Bild                                    | Bezeichnung                                                   | Ortsteil, Lage                                                         | Beschreibung | Art | Nr.         |
| --------------------------------------- | ------------------------------------------------------------- | ---------------------------------------------------------------------- | --- | --- | ----------- |
| mehr Fotos \| Fotos hochladen           | Linden an der Marktkirche                                     | Eschwege 51° 11′ 13,9″ N, 10° 3′ 35″ O                                 | Das Alter der Linde vor der Marktkirche St. Dionys, die auch Altstädter Kirche genannt wird, ist kaum zu bestimmen. Vielleicht stand sie bereits auf dem in der Zeit um 1565 bei der Kirche liegenden Friedhof. Möglich wäre auch, dass sie nach der Zerstörung Eschweges im Dreißigjährigen Krieg und dem Brand der Kirche nach dem glücklich vollendeten Wiederaufbau um 1650 gepflanzt wurde. Die 1883 an der Rückseite der Kirche aus Anlass der 400. Wiederkehr von Martin Luthers Geburtstag gepflanzte Linde kippte im Januar 2020 um. Ursache für den Sturz soll die durch Pilze erzeugte Weißfäule gewesen sein, die das Wurzelwerk zerstörte. |     | ESW 636.117 |
| mehr Fotos \| Fotos hochladen           | Linden am israelischen Friedhof                               | Eschwege 51° 10′ 56,4″ N, 10° 2′ 53,8″ O                               | Die Pflanzzeit des als Naturdenkmal geschützten Baumes ist unbekannt. Sicher scheint nur, dass die Linde schon lange stand, als die jüdische Gemeinde in den 1850er Jahren das Grundstück erwarb, um hier ihre Toten zu bestatten. Der Kunsthistoriker Thomas Wiegand nimmt an, dass sie einst als Gerichtsbaum auf das Gelände einer ehemaligen Richtstätte gesetzt wurde, die sich bis zum Ende des 18. Jahrhunderts hier befand. Ihre Form lässt vermuten, dass sie als junger Baum „geleitet“ worden ist, indem man ihre Äste waagerecht über ein Stützgerüst gezogen hatte. Nach der Verlegung der Richtstätte zu dem „Neues Gericht“ genannten Platz „Am Galgen“ auf der Reichensächser Höhe wurde der Baum nicht mehr gepflegt und konnte so die vielstämmige Krone aufbauen. |     | ESW 636.118 |
| Fotos hochladen                         | 1 Kaukasische Ulme                                            | Eschwege, Schlossplatz 51° 11′ 17,9″ N, 10° 3′ 11,2″ O                 | Es ist eine Japanische Ulme (als Zelkova Keaki), ca. 110–120 Jahre alt. Sie steht auf dem Bürgersteig, direkt an der Südmauer des Landgrafenschlosses, mit wenig Luft, Wasser, Nahrung im Wurzelbereich, in direkter Nähe verlaufen stark befahrene Straßen. Auf einer Postkarte von 1927 ist die Ulme als junger Baum zu sehen. Seit 1953 ist sie unter Schutz gestellt. In den letzten Jahrzehnten hat sie ihre Größe kaum verändert, das Wachstum stagniert. Trotzdem hat sich dieser starke Baum über viele Jahrzehnte seinen prägenden Charakter erhalten. |     | ESW 636.119 |
| Direkt Bild zu diesem Denkmal hochladen | Kalktrockenrasen Orchis tridentatus und Steppenflechten       | Niederhone, bei Strahlshausen                                          | |     | ESW 636.120 |
| Fotos hochladen                         | Kalktrockenrasen mit Silberdisteln                            | Niederhone, westlich von Strahlshausen 51° 12′ 37,1″ N, 9° 59′ 19,7″ O | Über einen Hang westlich von Strahlshausen, zwischen Eselskopf und Schwenkersberg verläuft eine Hochspannungsleitung. Auf der freien Fläche darunter stehen die Siberdisteln Carlina acaulis subsp. simplex in kleinen Gruppen verteilt. Die Fläche wird unregelmäßig von Schafen beweidet. |     | ESW 636.121 |
| mehr Fotos \| Fotos hochladen           | Lindengruppe am Galgenberg                                    | Eschwege 51° 10′ 37,9″ N, 10° 1′ 50,7″ O                               | |     | ESW 636.122 |
| BW                                      | Bäume                                                         | Eltmannshausen, Friedhof 51° 11′ 14,6″ N, 9° 59′ 19″ O                 | |     | ESW 636.533 |
| Fotos hochladen                         | Linde                                                         | Oberhone 51° 11′ 6,5″ N, 10° 0′ 19,3″ O                                | Angerlinde |     | ESW 636.570 |
| BW                                      | Zechsteinwand, genannt der Wandstein mit davorstehender Linde | Eltmannshausen, Abteroder Straße 51° 11′ 14,7″ N, 9° 59′ 17,7″ O       | |     | ESW 636.624 |
| mehr Fotos \| Fotos hochladen           | Blaue Kuppe, Große und Kleine                                 | Eschwege, Richtung Langenhain 51° 9′ 17,9″ N, 10° 2′ 7″ O              | |     | ESW 636.647 |